# Typy spektralne planetoid
Typ spektralny planetoidy – sposób klasyfikacji planetoid w zależności od widma ich powierzchni. Ich widmo zależy głównie od składu chemicznego ciała.
Najczęściej obserwowane są:
- Typ C – zbudowane głównie z węgla. Mają niebieskawe widmo. Stanowią ponad 75% wszystkich planetoid. Przykład: (90) Antiope.
- Typ S – zbudowane w większości ze związków krzemu z dodatkiem pierwiastków metalicznych. Względnie jasne, o czerwonawym widmie. Stanowią około 17% wszystkich planetoid. Przykład: (15) Eunomia.
- Typ M – zbudowane z pierwiastków metalicznych (nikiel, żelazo), jasne. Stanowią 8% znanych planetoid. Przykład: (22) Kalliope.

Rzadziej spotykane typy to:
- Typ E – planetoidy, w których widmach występuje minerał enstatyt, rzadkie. Przykład: (64) Angelina.
- Typ V – skład chemiczny powierzchni podobny do planetoid typu S, jednak dodatkowo występuje tam podwyższony udział piroksenów. Przykład: (4) Westa.
- Typ G – podgrupa planetoid typu C, jednakże w ultrafiolecie występują dodatkowe linie absorpcyjne. Przykład: (1) Ceres.
- Typ B – podobne do planetoid typu C i G, wykazują odstępstwa w ultrafioletowej części widma. Przykład: (2) Pallas.
- Typ F – również podgrupa typu C, jednak z różnicami w ultrafioletowej części widma, dodatkowo brak linii absorpcyjnych na długości fal wody. Przykład: (419) Aurelia.
- Typ P – planetoidy o bardzo małym albedo, najjaśniejsze w czerwonej części widma, w skład których najprawdopodobniej wchodzą krzemiany z udziałem związków węgla; występują na zewnętrznych obrzeżach pasa głównego. Przykład: (406) Erna.
- Typ D – podobne do planetoidy typu P, mają małe albedo i są najjaśniejsze w czerwonej części widma. Przykład: (588) Achilles
- Typ R – planetoidy podobnie zbudowane jak typ V, wykazują jednak dużą zawartość oliwinu i piroksenu. Przykład: (349) Dembowska.
- Typ A – widmo tych planetoid wykazuje wyraźne linie oliwinu. Przykład: (5261) Eureka.
- Typ T – wykazują ciemne czerwonawe widmo, różnią się jednak od typów P i R. Przykład: (114) Kassandra.
- Typ Q – podobna do typów S i V.  Przykład: (1862) Apollo.